# فورست تاونز
فورست تاونز (انگلیسی: Forrest Towns؛ ۶ فوریه ۱۹۱۴ – ۹ آوریل ۱۹۹۱) دونده اهل ایالات متحده آمریکا بود.
وی در مسابقات کشوری و بین‌المللی در مجموع برندهٔ ۱ مدال طلا شده‌است.